# Torpado (Radsportteam)
Torpado, Torpado-Ursus, Torpado-Pirelli, Torpado-Girardengo oder Torpado-Clément war ein italienisches professionelles Radsportteam, das von 1952 bis 1962 bestand. Einer der wichtigsten Erfolge war der Sieg bei der Lombardei-Rundfahrt 1955. Nicht zu verwechseln mit Magniflex-Torpado.

## Geschichte
1951 wurde Enzo Coppini als Einzelathlet gesponsert, aber kein komplettes Team und somit wurde das Team 1952 gegründet. Die bedeutendste Erfolge waren der Sieg bei der Lombardei-Rundfahrt 1955, mehrere Siege bei italienischen Halbklassikern und insgesamt neun Etappensiege beim Giro d’Italia zwischen 1954 und 1962. Ende der Saison 1962 löste sich das Team auf.
Hauptsponsor war der gleichnamige italienische Fahrradhersteller aus Padua.

## Erfolge (Auszug)
1952
- eine Etappe Gran Premio de la Bicicleta Eibarresa
- eine Etappe Vuelta a Castilla
- Spanischer Meister – Straßenrennen

1953
- Gesamtwertung und eine Etappe Giro di Sicilia
- Trofeo Matteotti
- Coppa Agostoni
- Mailand–Modena

1954
- drei Etappen Giro d’Italia
- Giro dell’Emilia
- Coppa Agostoni
- Gran Piemonte
- Grand Prix Ceramisti

1955
- zwei Etappen Giro d’Italia
- Lombardei-Rundfahrt
- Mailand–Turin
- Giro dell’Emilia
- Gran Premio Industria e Commercio di Prato
- eine Etappe Ciclomotoristic Grand Prix

1956
- eine Etappe Giro d’Italia
- Giro dell’Appennino

1957
- eine Etappe Ciclomotoristic Grand Prix
- Mailand–Rapallo

1958
- Mailand–Vignola
- Giro dell’Appennino
- Giro del Veneto
- Vier-Kantone-Rundfahrt

1959
- Gesamtwertung und drei Etappen Giro di Sicilia
- Giro della Toscana
- Trofeo Matteotti
- Mailand–Vignola

1960
- eine Etappe Ciclomotoristic Grand Prix
- Giro di Campania

1961
- zwei Etappen Giro d’Italia
- eine Etappe Ciclomotoristic Grand Prix
- eine Etappe Giro della Provincia di Reggio Calabria

1962
- eine Etappe Giro d’Italia

## Weitere Ergebnisse
| Grand Tour        | 1952 | 1953 | 1954 | 1955 | 1956 | 1957 | 1958 | 1959 | 1960 | 1961 | 1962 |
| ----------------- | ---- | ---- | ---- | ---- | ---- | ---- | ---- | ---- | ---- | ---- | ---- |
| Giro d’ItaliaGiro | 35   | 18   | 15   | 6    | 4    | 17   | 12   | 12   | 13   | 9    | 24   |

| Monument            | 1952 | 1953 | 1954 | 1955 | 1956 | 1957 | 1958 | 1959 | 1960 | 1961 | 1962 |
| ------------------- | ---- | ---- | ---- | ---- | ---- | ---- | ---- | ---- | ---- | ---- | ---- |
| Mailand–Sanremo     | 37   | 84   | 13   | 16   | 38   | 17   | 80   | 35   | 18   | 6    | 51   |
| Lombardei-Rundfahrt | –    | 17   | 11   | 1    | 13   | 22   | 7    | 5    | 7    | 4    | 42   |

## Bekannte ehemalige Fahrer
- Bernardo Ruiz (1952)
- Andrea Barro (1953–1954)
- Nino Defilippis (1954)
- Cleto Maule (1954–1958)
- Aldo Moser (10.1954–1956)
- Angelo Conterno (1955)
- Adriano Zamboni (1955–1960)
- Dino Liviero (1959–1962)